# Huérmeces
Huérmeces és un municipi de la província de Burgos a la comunitat autònoma de Castella i Lleó. Forma part de la comarca d'Alfoz de Burgos. Comprèn les localitats d'Huérmeces, Quintanilla-Pedro Abarca, Ruyales i San Pantaleón del Páramo.

## Demografia
| 1991 |  | 1996 |  | 2001 |  | 2004 |
| ---- |  | ---- |  | ---- |  | ---- |
| 161  |  | 159  |  | 140  |  | 131  |